# Строфадес
Строфа́дес (Строфады, греч. Στροφάδες), прежде Плоты (Πλωταί «Плавучие острова») — острова в Ионическом море. Принадлежат Греции. Находятся в 51 километре к юго-западу от мыса Катаколон на Пелопоннесе и в 51 километре к югу от мыса Ераки на острове Закинфе. В группу входят два острова — Стамфанион и Арпия. Административно входят в общину (дим) Закинтос в периферийной единице Закинтос в периферии Ионических островах. Население 1 житель по переписи 2011 года.
По преданию крылатые сыновья Борея и Орифии, аргонавты Зет и Калаид преследовали гарпий до островов Строфадес, где повернули назад. Отсюда название от греч. στρέφω «поворачивать». По Вергилию Эней нашёл здесь гарпий по пути с Крита в Италию. Данте Алигьери упоминает этот эпизод в «Божественной комедии».
Назывались также Строфадия (греч. Στροφάδια) и Стримвали (итал. Strivali). На островах находились виноградники, принадлежавшие жителям Кипарисии в Месинии.
На острове Стамфанионе находится укреплённый Строфадский монастырь, основанный в первой половине XIII века никейским императором Феодором I Ласкарисом. В монастыре принял постриг и был похоронен Дионисий Закинфский (1547—1622). 18 ноября 1997 года монастырь частично разрушен землетрясением. В монастыре живёт отшельник. Острова подчиняются монастырю Дионисия Закинфского Закинфской митрополии Элладской православной церкви.
Входят в Национальный морской парк Закинфа.
Острова покрыты редким маквисом. Являются важным местом гнездования для морских и перелётных птиц, в том числе для средиземноморского буревестника.

## Население
| Год  | Население, человек |
| ---- | ------------------ |
| 1991 | 3                  |
| 2001 | 58                 |
| 2011 | ↘ 1                |